# 樋口真嗣
樋口 真嗣（、1965年〈昭和40年〉9月22日 - ）は、日本の特撮監督・映画監督・映像作家・装幀家。
ガイナックス、GONZO、Motor/lieZを経てオーバーロード所属。アニメ特撮アーカイブ機構副理事長や、IT企業のユビキタスエンターテインメントにおいてチーフ・ビジョナリー・オフィサーも務める。
愛称は「シンちゃん」（由来などは#人物像で詳述）。妻は、スタジオジブリでのハーモニー処理をしている高屋法子。

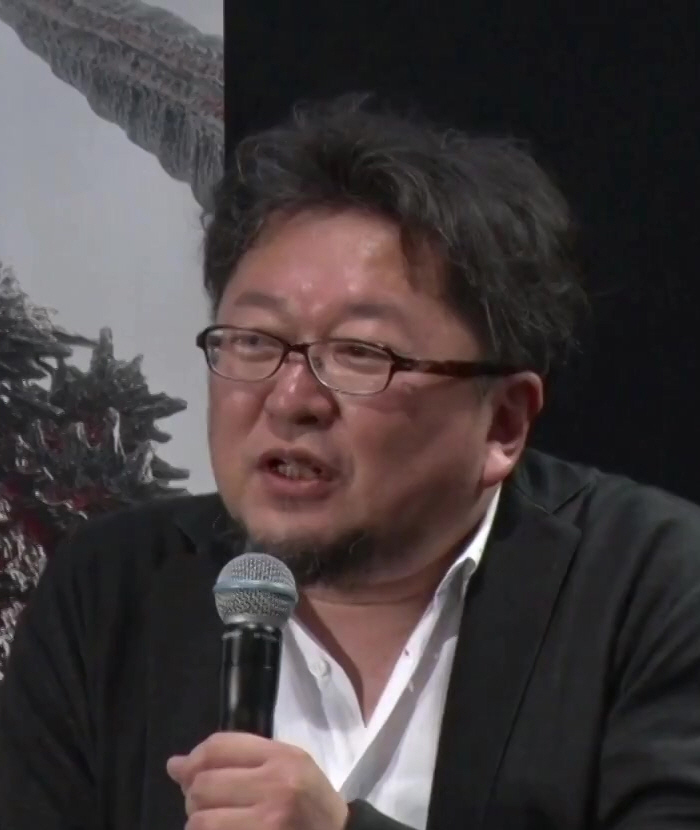

## 経歴
東京都新宿区生まれ、茨城県古河市育ち。茨城県立古河第三高等学校卒業。1984年 、高校卒業後に『さよならジュピター』の撮影見学時に特撮技術を志望、同年『ゴジラ』の怪獣造形に携わることで映画界に入る。最初の仕事は着ぐるみの脱ぎ着の補助だった。
1984年、『八岐之大蛇の逆襲』などで親交のあった庵野秀明らが設立したガイナックスに参加し、『王立宇宙軍 オネアミスの翼』にて助監督をつとめる。1992年、村濱章司らとともにGONZOを設立（その後に離脱）。
1995年、『ガメラ 大怪獣空中決戦』で特技監督を務め、日本アカデミー賞特別賞を受賞。
2002年、『ミニモニ。THE（じゃ）ムービー お菓子な大冒険!』で映画監督デビュー。
2005年、『ローレライ』で長編映画監督デビュー。2006年、『日本沈没』を監督。2007年、『ヱヴァンゲリヲン新劇場版:序』の、主にクライマックスのヤシマ作戦の部分を中心に画コンテを担当。
2007年、出身地である茨城県古河市の「古河大使」に就任。
2015年、『進撃の巨人 ATTACK ON TITAN』、『進撃の巨人 ATTACK ON TITAN エンド オブ ザ ワールド』を監督。
2016年、『シン・ゴジラ』で監督と特技監督を務め、翌2017年に同作品が第40回日本アカデミー賞最優秀作品賞を受賞。同作で総監督の庵野秀明とともに最優秀監督賞を受賞。また同作で、庵野とともに第37回日本SF大賞特別賞を受賞した。アニメ特撮アーカイブ機構副理事長。
2018年、テレビアニメ『ひそねとまそたん』に総監督として携わる。
2023年、八木景子によるドキュメンタリー作品『鯨のレストラン』に出演した。

## 作風
- 「まずミニチュアセットを作成し、その中に撮影対象となるキャラを配置して、それを如何に撮影するか」という従来の特撮制作方法に対して、「まず樋口の頭の中で完成画を発想し、それを具現化するためにミニチュアセットを組む」「イメージした素材以外、映像に現さない」というアニメーションの制作ノウハウにも通じる独自の画面デザインセンスを持つ[11]。また、特撮映画でアニメ的な表現をやりすぎるとアニメの作画のようになってしまうためあまりやらないようにしつつも、基本的にはアニメと特撮とで区別を意識はしていないと述べている[1]。『シン・ゴジラ』においても、自身は怪獣ファンであるが着ぐるみでなければならないというこだわりはないため、費用対効果の観点からゴジラをフルCGで表現することを選んだ[1]。
- 高校時代は音楽バンド活動を行なっており、音楽自体は才能の無さに挫折するが、このころからYMOなどの影響でライブで流す8ミリ映像を製作していた[7]。
- 画作りが高く評価されており、多数の映画に画コンテを提供している。コンテの通りになかなか映像が出来あがらないことが、特技監督に手を染めた一因だという[7]。初期には特に『ウルトラQ ザ・ムービー 星の伝説』や『帝都物語』といった特撮作品に画コンテを提供しており、それらの作品の大木淳吉特技監督と中学生時代から現場を見学していた東宝の中野昭慶が、特技監督としての師匠である。大木は生前、デビュー前の樋口との共著で特撮のノウハウ本の発表を計画していたが、実現には至らなかった。
- 強く影響を受けた作品として『帰ってきたウルトラマン』を挙げている[7]。

## 人物像
- 怪獣ファンを公言しており、技術や知識ではなく熱意において日本の怪獣ファンの上位30人には入れると自負している[1]。『シン・ゴジラ』公開時期のトークショーでは『ゴジラ』（1984年版）だけで2時間のトークを行っており、そのほかのゴジラシリーズ全作品についても予習無しで各作品2時間は語れると豪語している[1]。
- 幼少期は怪獣映画を最初に観たため映画には怪獣が出てくるものだと思いこんでいたといい、後にそれが間違いだと気づいたものの、怪獣が出てこない映画でも怪獣のような人物や怪獣に見立てられる要素があり、自身にとってはどんな映画も怪獣映画であると述べている[1]。
- ゲームでは『killer7』を高評価している[12]。
- 東日本大震災の発生時には節電協力を求めるヤシマ作戦のロゴを公開し、pixivに「リンバンテイデン」というユーザー名で輪番停電に関する複数の画像も投稿した[13]。
- 『進撃の巨人』の批評に関してFacebook上の発言が元で炎上し、その後に謝罪した[14]。
- コロナ禍で外食できず、テイクアウトの弁当も冷めていたのをきっかけに料理を始め、洋菓子を家族に作ってはInstagramにアップするようになった[15]。また、大の駅弁好きでもある。

### 学生時代から『ゴジラ』への参加まで
中学生時代、CMの仕事をしていた叔母について東宝スタジオを見学し、特撮現場に初めて触れた。この時、案内を受けた特殊技術課課長の唐沢登喜麿からの紹介で特技監督の中野昭慶とも知り合った。それから撮影現場を度々訪れるようになり、映画『連合艦隊』の撮影などを見学していた。
その後、高校3年生のころ、見学者という身分ながら『さよならジュピター』や『零戦燃ゆ』などで特撮現場の手伝いを行うようになる。『さよならジュピター』で日本の特撮が変わっていくことを実感し、大学受験をせず撮影現場に通い詰めるようになったという。『零戦燃ゆ』では、撮影後の飲み会で酔いつぶれ、特殊効果の久米攻の車で嘔吐してしまい、その詫びとして特殊効果部で1ヶ月間タダ働きすることになった。
『ゴジラ』は、当初は『零戦燃ゆ』からのスライドで特殊効果部で作業していたが、正規のスタッフではないことが問題となりアルバイトとして雇われる運びとなったものの、前後して特撮研究所から研修のスタッフが入ることになったため、樋口の雇用は流れてしまう。
その後、特殊美術課課長の青木利郎の計らいにより、美術の井上泰幸の助手として正式に雇用される。当時、井上は特殊美術課で作業していたが、あくまで外部（アルファ企画）の人間であったため特美から助手をつけることはできず、正規のスタッフではなかった樋口が選ばれたという。井上の下では、図面に基づいた紙の裁断や、セットの模型製作が主な仕事であった。ビルの造型時に、対比用のゴジラを練り消しゴムで作り直したところ、その技術が認められて造型部へ参加することになる。樋口は、異動に際し井上から謝礼として『惑星大戦争』のスペースファイターとヘルファイターのミニチュアを譲り受けたという。
造型部では、安丸信行の下、パートの女性らとともに発泡ウレタンの成形などを行い、ゴジラのスーツが完成した後は撮影の手伝いをしていた。撮影後はミニチュア倉庫の整理に従事し、『ゴジラ』で使用したミニチュアを収納するため過去の作品で使用した造形物を多数処分しなければならなかった。倉庫整理を終えたころには、特撮映画の製作が途切れていたため東宝を離れ、別作品への参加を経てガイナックスへ合流することとなる。

### 影響を受けた人物
- 庵野秀明との親交が深く、庵野からは「盟友」と呼ばれたこともある[17]。『新世紀エヴァンゲリオン』の主人公・碇シンジの名前の由来であることも知られる[注釈 2]。経歴の節で述べたように『エヴァンゲリオン』や『シン・ゴジラ』など数作で共同制作も行っている。『シン・ゴジラ』で准監督を務めた尾上克郎は、庵野と樋口は世間的には近いと見られているが実際には近くて遠いと述べており、目指すところが同じでも行き着くまでの道筋がすごく違うと評している[18]。『シン・ゴジラ』などに出演した竹野内豊は、庵野と樋口が組むことで互いの突っ走りそうなところを互いにセーブし合っており、タッグを組んで正解であったと評している[19]。庵野自身も、同作品で現場が保ったのは樋口のおかげであり、自身の見えないところで樋口が立ち回っていなければ庵野が降ろされるか現場が降りるかになっていただろうと述べている[20]。
- 小説家の福井晴敏とも深い交流がある。福井の著作『亡国のイージス』を読んだ樋口が感動し、福井に「第二次世界大戦」「潜水艦」「女」の3つのテーマを基にした作劇を依頼、その草案を基にした映画『ローレライ』を監督した。福井曰く、「雷と共にやってきた男」。なお、2人の好きな映画3本は完全に一致している（『日本沈没』・『新幹線大爆破』・『太陽を盗んだ男』）。ローレライ構想以来、福井作品の多くの装丁は樋口が担当している。
- 富野由悠季を「神」と呼び、『ローレライ』や『日本沈没』では端役で出演させている。
- 押井守、細田守との親交も深いが、ともにスタッフとして参画した『G.R.M. THE RECORD OF GARM WAR（ガルム戦記）』は凍結に追い込まれている。
- 樋口がアニメ作品に深い関わり（テレビシリーズの監督など）を持たないのは、周りに庵野秀明や原恵一（『クレヨンしんちゃん 嵐を呼ぶ モーレツ!オトナ帝国の逆襲』ほか）など、「すごい人たちがいっぱいいるため」だと自身が公言している。
なお、前述のとおり2018年のテレビアニメ『ひそねとまそたん』で初めて本格的にアニメに取り組むこととなるが、これについては脚本家・岡田麿里と準備していた企画が世に出るに至らずに終わった際、岡田からの提案に乗ったことやイラストレーター・青木俊直とデザイナー・コヤマシゲトの絵に惚れ込んだ結果がきっかけとなったと述べている[21][22]。

## 参加作品

### 監督

#### テレビ（監督）
- ふしぎの海のナディア（1990年 - 1991年） - 絵コンテ、島編以降の監督[注釈 3]
- ヴァンドレッド 胎動篇 - 監督・責任編集・企画協力
  - ヴァンドレッド 激闘編 -  監督・責任編集
- MM9（2010年） - テレビシリーズ総監督・脚本・監督
- 精霊の守り人 シーズン3（2017年 - 2018年） - 演出・特技監督
- ひそねとまそたん（2018年） - 原作・総監督・絵コンテ[3]

#### 映画（監督）
- 太陽が引き裂かれた日〜東京大地震（1992年）
- 飛ぶ〜こんな夢を見た（1999年 / 劇場未公開）
  - 原作・黒澤明 『夢』
  - シーグラフ・アニメーションフェスティバル入賞
- ミニモニ。THE（じゃ）ムービー お菓子な大冒険!（2002年）[注釈 4]
- ローレライ（2005年）- 監督・特技監督[2][3]
- 日本沈没（2006年）[2][3]
- 隠し砦の三悪人 THE LAST PRINCESS（2008年）[2]
- 巨神兵東京に現わる（2012年） - 短編映画（イベント上映） / 画コンテ・監督[2]
  - 巨神兵東京に現わる 劇場版（2012年） - 上記の再編集版[注釈 5]
- のぼうの城（2012年） - 犬童一心と共同監督[2]
- 進撃の巨人 ATTACK ON TITAN（2015年）[2][3]
  - 進撃の巨人 ATTACK ON TITAN エンド オブ ザ ワールド（2015年）[2]
- シン・ゴジラ（2016年） - 監督・特技監督・画コンテ[4][2]
  - シン・ゴジラ：オルソ（2023年）- 監修
- シン・ウルトラマン（2022年）[23] - 監督・画コンテ・撮影
- 新幹線大爆破 （2025年/Netflix）- 監督[24]・画コンテ・メインタイトル

#### PV（監督）
- 「真夏のSounds good !」AKB48（2012年）
- 「ズレてる方がいい」エレファントカシマシ（2012年） - 犬童一心と共同監督
- 「enchantMOON」 株式会社ユビキタスエンターテインメント (2012年) - 総監修。監督は湯浅弘章[25]
- 「Peaceful Times(F02)petit film」 鷺巣詩郎 (2013年)  - 前田真宏と共同監督 / 監督・絵コンテ・演出

#### 配信（監督）
- 続・ウルトラファイト（2022年） - 監督・音響監督・音響効果・選曲[26]

### 特技監督

#### 映画（特技監督）
- 八岐之大蛇の逆襲（1985年）
- ミカドロイド（1991年）
- 未来の想い出（1992年）
- 平成ガメラシリーズ
  - ガメラ 大怪獣空中決戦（1995年）
  - ガメラ2 レギオン襲来（1996年） - 特技監督・怪獣デザイン
  - ガメラ3 邪神〈イリス〉覚醒（1999年）
- 宇宙貨物船レムナント6（1996年）
- 新世紀エヴァンゲリオン劇場版 Air/まごころを、君に（1997年） - 実写パート特技監督・絵コンテ
- ラブ&ポップ（1998年） - 撮影・友情特技監督
- さくや妖怪伝（2000年）
- 修羅雪姫（2001年）
- ピストルオペラ（2001年）
- G.R.M. THE RECORD OF GARM WAR（ガルム戦記）（凍結）
- Ribbon（2022年） - 特技監督

### 出演

#### 映画（出演）
- ゴジラvsモスラ（1992年） - 名古屋テレビ塔内の男 役
- GAMERA1999（1999年）
- リリイ・シュシュのすべて（2001年） - 高校生に秋葉原でカツアゲされる大人 役
- リターナー（2002年） - 科学者 役
- 立喰師列伝（2006年） - 牛丼の牛五郎 役
- デスカッパ（2006年） - レポーター 役（友情出演）
- インターミッション（2013年） - ヒグ・ボマー 役
- 8日で死んだ怪獣の12日の物語（2020年） - 樋口監督 役
- キリエのうた（2023年） - 潮見崇 役[27]
- 映画の朝ごはん（2023年）
- カミノフデ 〜怪獣たちのいる島〜（2024年）[28]

#### テレビ（出演）
- 私立探偵 濱マイク「名前のない森」（2002年） - 19号 役

#### Web（出演）
- シン・特撮魂（2019年、YouTubeチャンネル）- 清水亮と共演
- シン・美食魂（2019年､YouTube）- 同じく清水と共演。
- ウルトラファイトクラブ（2022年5月11日 - 7月4日、TSUBURAYA IMAGINATION） - コメンテーター[29]

#### アニメ（出演）
- 映画監督とぶらり!まち歩き（2017年） - 東京都福生市の協力により福生市商工会が制作した福生のPR用アニメ。樋口が尾上克郎、原口智生とともに『シン・ゴジラ』『モスラ』ゆかりの地などを歩く[30][31]。

### その他

#### アニメ
- 王立宇宙軍 オネアミスの翼（1987年） - 助監督・プロダクションデザイン・レイアウト
- トップをねらえ!（1988年） - 絵コンテ・設定
- 帝都物語(OVA)（1991年） - 原画
- 1985 続・おたくのビデオ（1991年） - 絵コンテ
- ジャイアントロボ THE ANIMATION -地球が静止する日（1992年） - 絵コンテ
- マクロスプラス（1994年） - 2・3話、劇場版絵コンテ
- 新世紀エヴァンゲリオン（1995年） - 8・9話絵コンテ、17話・18話脚本、リニューアル版DVDメニューデザイン
- ベターマン（1999年） - 24話絵コンテ
- フリクリ（2000年） - ゲストメカニックデザイン
- 劇場版 とっとこハム太郎 ハムハムランド大冒険（2001年） - CG監督
- アベノ橋魔法☆商店街（2002年） - 魔法陣シークエンス
- 劇場版ポケットモンスター アドバンスジェネレーション 七夜の願い星 ジラーチ（2003年） - 絵コンテ
- トップをねらえ2!（2005年） - 1話絵コンテ
- スカルマン（2007年） - オープニング絵コンテ
- ヱヴァンゲリヲン新劇場版シリーズ
  - ヱヴァンゲリヲン新劇場版:序（2007年） - 新作画コンテ
  - ヱヴァンゲリヲン新劇場版:破（2009年） - 画コンテ・イメージボード・脚本協力
  - ヱヴァンゲリヲン新劇場版:Q（2012年） - 画コンテ・イメージボード・デザインワークス・アニメーションマテリアル
  - シン・エヴァンゲリオン劇場版（2021年）- 画コンテ案・イメージボード
- スカイ・クロラ The Sky Crawlers（2008年） - GyaOスペシャル予告編演出
- シャングリ・ラ（2009年） - タイトルロゴデザイン・オープニング絵コンテ
- パンティ&ストッキングwithガーターベルト（2010年） - 6・20話絵コンテ
- 鉄拳 BLOOD VENGEANCE（2010年） - イメージボード・絵コンテ
- トワノクオン（2011年） - 第三章回想パート絵コンテ
- 宇宙戦艦ヤマト2199（2013年） - 3・13・15・23話絵コンテ
- キルラキル（2014年） - 15話絵コンテ
- 宇宙戦艦ヤマト2199 星巡る方舟（2014年） - 絵コンテ
- 進撃の巨人（2018年） - 絵コンテ

#### 実写作品
- ゴジラ（1984年） - 特殊技術 造形助手[3]
- さよならジュピター（1984年） - 特殊造形助手
- ドラゴンクエスト ファンタジア・ビデオ（1988年） - 特殊撮影アドバイザー
- 帝都物語（1988年） - 絵コンテ
- 孔雀王（1988年） - ストーリーボード・特撮B班監督
- 丹波哲郎の大霊界 死んだらどうなる（1989年） - 絵コンテ
- ウルトラマンをつくった男たち 星の林に月の舟（1989年） - 特撮演出
- 孔雀王 アシュラ伝説（1990年） - 絵コンテ
- ウルトラQ ザ・ムービー 星の伝説（1990年） - 絵コンテ
- 超高層ハンティング（1990年） - 絵コンテ
- 妖獣大戦（1991年） - 特撮協力
- ウルトラマンになりたかった男（1993年） - 特撮絵コンテ
- ウルトラマンパワード（1993年） - 絵コンテ・特撮監修・ビルのミニチュア改修
- 南くんの恋人（1994年） - ビジュアルプランナー
- YASHA-夜叉-（2000年） - VFXコーディネーター
- ゴジラ・モスラ・キングギドラ 大怪獣総攻撃（2001年） - 特撮コンテ（ノークレジット）[32]
- まんてん（2002年） - OP演出
- ヴァンドレッド（2003年） - 企画協力・OP絵コンテ
- サブマリン707R（2003年） - 予告編演出
- ドラゴンヘッド（2003年） - 視覚効果デザイン
- CASSHERN（2004年） - バトルシーンコンテ
- キューティーハニー（2004年） - 企画協力・画コンテ
- NIN×NIN 忍者ハットリくん THE MOVIE（2004年） - 画コンテ[注釈 4]
- 髑髏城の七人（2005年）- アオドクロ版映像スタッフ
- SHIROH（2005年） - 映像スタッフ
- 戦国自衛隊1549（2005年） - 企画協力
- バブルへGO!! タイムマシンはドラム式（2007年） - 画コンテ
- Gシリーズ（2007年） - 文庫版装丁
- 西遊記（2007年） - 画コンテ
- 長髪大怪獣ゲハラ（2009年） - 製作総指揮
- GOEMON （2009年） - 協力
- ロックドリルの世界 〜地底世界の超機械巨神〜（2009年） - 製作総指揮
- ASSAULT GIRLS（2009年） - 宣伝美術
- GARM WARS The Last Druid（2015年） - 絵コンテ
- 8日で死んだ怪獣の12日の物語 -劇場版-（2020年）- 原案・出演
- 仮面ライダーBLACK SUN（2022年）- コンセプトビジュアル[33]
- 仕掛人・藤枝梅安（2023年）- 予告編制作
- シン・ゴジラ：オルソ（2023年）- 監修
- 次元を超える（2025年）- 特殊相談役

### 書籍・パッケージ
- ウルトラマンのできるまで（1988年） - 装丁
- 教えてください。富野です（2005年） - 装丁
- 四季シリーズ（2006年） - 文庫版装丁
- 髑髏城の七人（2008年） - 講談社文庫版・装丁
- 獣の奏者（2009年） - 講談社文庫版・装丁
- 機動戦士ガンダムUC（2010年） - 角川文庫版・装丁
- SHIRO'S SONGBOOK 'Xpressions' Shiro SAGISU（2013年） - ライナーノーツイラスト
- 帝都 Blu-ray COMPLETE BOX（2015年） - アウターケース・BDジャケットデザイン

### ゲーム
- SIDEWINDER2（1997年） - ビジュアルデザイン・OP絵コンテ
- ディノクライシス3（2003年） - 絵コンテ
- アーマード・コア ラストレイヴン（2005年） - ムービー演出・編集・CM監督
- 新 鬼武者 DAWN OF DREAMS（2006年） - ストーリーボード
- ポケモンカードゲーム（2009年） - LEGEND拡張パック「ハートゴールドコレクション」「ソウルシルバーコレクション」イラスト構図
- 信長の野望・創造（2013年） - オープニングムービー監督
- 進撃の巨人（2016年、PlayStation 3、PlayStation 4、PlayStation Vita） - オープニングムービー監督
- 信長の野望・大志（2017年） - オープニングムービー監督
- CRぱちんこウルトラセブン2（2018年） - 実写パート監督
- 信長の野望・新生（2022年） - オープニングムービー監督

## 受賞歴
- 第19回日本アカデミー賞 特殊技術賞（『ガメラ 大怪獣空中決戦』）
- 第21回おおさか映画祭 特殊技術賞（『ガメラ 大怪獣空中決戦』）
- 第17回ヨコハマ映画祭 技術賞（特技）（『ガメラ 大怪獣空中決戦』）
- 1997年度朝日デジタル大賞 新人賞（『ガメラ2 レギオン襲来』）
- eAT金沢'99 名人賞（『ガメラ2 レギオン襲来』）
- 2006年度 文春きいちご賞 第2位（『日本沈没』）[注釈 6]
- 2006年度 センス・オブ・ジェンダー賞特別賞 映画『日本沈没』
- 『映画秘宝』第2回HIHOはくさい映画賞 最低監督賞（『隠し砦の三悪人』）
- 第36回日本アカデミー賞 優秀監督賞（『のぼうの城』）[注釈 7]
- 第40回日本アカデミー賞最優秀監督賞（『シン・ゴジラ』）
- 第26回東京スポーツ映画大賞監督賞（『シン・ゴジラ』）
- 第37回日本SF大賞特別賞（『シン・ゴジラ』）
- 第48回星雲賞メディア部門（『シン・ゴジラ』）
- 第20回文化庁メディア芸術祭エンターテインメント部門大賞（『シン・ゴジラ』）
- 22回文化庁メディア芸術祭アニメーション部門優秀賞（『ひそねとまそたん』）
- LINE NEWS AWARDS 2022 エンタメ部門 話題の人賞 文化人部門[34]
- 第54回星雲賞メディア部門（『シン・ウルトラマン』）
- 第46回日本アカデミー賞 優秀監督賞（『シン・ウルトラマン』）

## 映像ソフトの解説
- 新幹線大爆破（1999年発売のLD） - インナージャケットにて庵野秀明との対談。他にジャケットのデザインも担当。
- 地球防衛軍（2001年発売のDVD） - 音声特典オーディオコメンタリー ※川北紘一と共に出演
- 地球攻撃命令 ゴジラ対ガイガン（2004年発売のDVD） - 音声特典オーディオコメンタリー

## 執筆

### 著書
- ローレライ、浮上（福井晴敏共著、講談社、2005年1月）
- 映画「ローレライ」画コンテ集（講談社、2005年4月）
- 爆発道場 福井晴敏×樋口真嗣 （福井晴敏共著、角川書店、2005年8月）
- 「怪獣二十六号」※映画企画書、”「怪獣文藝の逆襲」(幽BOOKS)収録 東雅夫編集” KADOKAWA/角川書店 ISBN 4-04-102419-6
- 樋口真嗣特撮野帳 -映像プラン・スケッチ-（パイ インターナショナル 2022年12月）

### 連載
- 暮らしの手帖 週刊アスキー（アスキー・メディアワークス）
- そんなにオモチャが欲しいならオモチャ屋の子になっちゃいなさい（終了）（フィギュア王 ワールドフォトプレス）
- そんなに佃煮みたいに飾ってどうするの（フィギュア王 ワールドフォトプレス）
- やどなし姫のお守り日記 自転車生活（エイ出版社）
- ロケハン 特撮ニュータイプ（角川書店）
- エンタ目（中日新聞、東京新聞では「つれづれ」）
- 樋口真嗣の地獄の怪光線 （AV Watch インプレス）

### その他
- ウルトラマンのできるまで（著：実相寺昭雄、1988年、筑摩書房） - 特撮の解説イラストを担当。
- 荒神（著：宮部みゆき、2017年、新潮社） - 文庫版の解説を担当。「本作を映画にするとしたらどう撮るか」について書いた[注釈 8]。

## その他の活動
- 2022年9月21日に神奈川県警旭警察署の一日署長を務めた。同署の管轄地域で『シン・ゴジラ』のロケを行った縁による。